# Luca Vannini
Luca Vannini (Roma, 24 novembre 1961 – 22 maggio 2024) è stato un disegnatore e fumettista italiano.

## Biografia
Esordì nel mondo del fumetto alla metà degli anni ottanta collaborando con alcune testate erotiche della Ediperiodici di Renzo Barbieri e Giorgio Cavedon. Successivamente collaborò con le riviste Cioè e Intrepido. Realizzò inoltre una storia per la rivista Nero della Granata Press scritta da Giuseppe Ferrandino.
Nel 1998, chiamato da Giancarlo Berardi, passò a collaborare con la Sergio Bonelli Editore realizzando il quarto e ultimo speciale di Ken Parker Faccia di rame. La collaborazione con Berardi continuò sul nuovo personaggio a cui lo sceneggiatore stava lavarondo: Julia, per cui Vannini realizzò, tra l'altro, il primo numero, Gli occhi dell'abisso, e gli studi preparatori del personaggio.
Nel 2001 esordì come autore completo con il volume Tu che m’hai preso il cuor per le edizioni Montego. Nel 2015 disegnò e colorò una breve storia per il personaggio Tex, scritta da Luigi Mignacco e pubblicata sul terzo Color Tex. Sempre per lo stesso personaggio realizzò nel 2018 una storia, scritta da Tito Faraci per il Tex Magazine numero 3.